# In vivo
In vivo為拉丁文「在活體內」之意。在科學文献中，in vivo常指進行於完整且存活的個體內的組織的實驗，以区别在生物体上移除下来的組織或死亡的组织上进行的实验（对应的拉丁文為in vitro）。